# Condylostylus melampus
Condylostylus melampus är en tvåvingeart som först beskrevs av Friedrich Hermann Loew 1862.  Condylostylus melampus ingår i släktet Condylostylus och familjen styltflugor. Inga underarter finns listade i Catalogue of Life.